# Гагаузия
Гагау́зия, или Гагау́з Ери́, официально Автоно́мное территориа́льное образова́ние Гагау́зия (гаг. Avtonom Territorial Bölümlüü Gagauziya, рум. Unitatea Teritorială Autonomă Găgăuzia) — автономное территориальное образование в составе Молдовы. Создано 23 декабря 1994 года из населённых пунктов, в которых более 50 % жителей составляли гагаузы, а также из тех, где большинство жителей по результатам референдумов добровольно согласилось войти в Гагаузскую автономию. Столица Гагаузии — город Комрат.

## История
Большинство современного населения Гагаузии является потомками задунайских переселенцев, пришедших с Балканского полуострова, и начавших заселять земли Бессарабии после начала русско-турецкой войны 1806—1812 годов. После утраты над ней контроля Порты и ухода буджакских ногайцев, количество переселенцев значительно увеличилось. Переселенцам были выделены земли в 5 округах: Измаильском, Верхне-Буджакском, Нижне-Буджакском, Кагульском и Прутском. Расселение происходило преимущественно в местах, где уже ранее были обустроены поселения татар-ногайцев. Прибывающие переселенцы имели греческое вероисповедание, их определяли как болгар, однако большинство из них разговаривало на турецком диалекте.
11 ноября 1940 года, когда уезды Молдавской ССР были разделены на районы, гагаузские жители, преимущественно, стали занимать Комратский, Чадыр-Лунгский и частично Вулканештский районы.
В 1990-х годах на фоне войны в Приднестровье проблемы Гагаузии решались сравнительно мирно, хотя она также провозгласила независимость и желание остаться в Союзе (в СССР, затем в несостоявшемся ССГ) и некоторое время была непризнанным государством Республика Гагаузия.
В декабре 1994 года парламент Республики Молдова принял Закон об особом правовом статусе Гагаузии (Гагауз-Ери), наделивший регион с компактным проживанием гагаузов правами автономии. 22 июля 1995 года Вулканештский, Комратский и Чадыр-Лунгский районы стали внутренними районами Гагаузии, однако границы районов изменились после референдума, проводимого в вышеперечисленных сёлах, а также соседних района Басарабяски и Тараклийского районов.
В 1999 году, после проведения административной реформы, АТО Гагаузия окончательно закреплено в Конституции Республики Молдова.
В 2000-х годах значительную помощь Гагаузии оказывала Турция. За счёт средств, поступивших из Турции, была построена система водоснабжения, снявшая в большой степени проблему обеспечения водой жителей населённых пунктов всего юга Молдовы. Также был открыт молдавско-турецкий лицей в Чадыр-Лунге. Выпускники лицея получали возможность продолжать учёбу в турецких университетах.
Со второй половины 2000-х политические трения между властями Гагаузии и Кишинёвом возросли.
2 февраля 2014 года власти автономии провели плебисцит, в ходе которого 98 % избирателей поддержали интеграцию в Таможенный союз ЕврАзЭС и высказались за «отложенный статус автономии», который даёт ей право выйти из состава Республики Молдова в случае утраты ею независимости. Власти Республики Молдова объявили проведение плебисцита незаконным, а его результаты были признаны решением Конституционного суда Республики Молдова — неконституционными, таким образом, не имеющими юридической силы.

## География
Гагаузия расположена в Буджакской степи, находящейся в юго-восточной части Молдовы и представляющей собой холмистую равнину, расчленённую речными долинами, балками и оврагами, которые были образованы в результате эрозионных и оползневых процессов. На севере граничит с Чимишлийским и Бессарабским районами, на западе с Леовским, Кантемирским и Кагульским районами, на востоке с Тараклийским районом, а на юге — с Одесской областью Украины.
Территориально Гагаузия неоднородна — автономия разделена на несколько частей и включает территорию Комратского и Чадыр-Лунгского районов, а также три территориальных эксклава: Вулканештский район, сёла Копчак и Карбалия. Общая площадь региона 1848 км², что составляет 5,4 % от общей площади страны.

## Климат
Климат Гагаузии умеренно континентальный. Зима мягкая и короткая, лето жаркое и продолжительное. Атмосферная циркуляция характеризуется преобладанием западных тёплых, а иногда и влажных атлантических воздушных масс. Температурный режим характеризуется положительными среднегодовыми температурами. Осадки выпадают неравномерно как по годам, так и по сезонам, и составляют 350—370 мм, что относит Гагаузию к зоне недостаточного увлажнения.

### Климатические риски
Территория Гагаузии является наиболее чувствительной к изменениям климата в Молдове, а также подвержена опасным метеорологическим явлениям. Наибольшие уроны в сельском хозяйстве вызваны сухими ветрами, градом, морозом и засухой, которые носят циклический характер, и происходят каждые три-четыре года. В связи с недостаточным количеством лесов и водных ресурсов, на территории автономии наблюдается постепенное опустынивание. Прогнозируется, что в ближайшие 10-15 лет среднегодовая температура в регионе может повыситься на 2⁰C, и вместе с этим, ожидается снижение количества атмосферных осадков на 50 мм.

## Водные ресурсы
Водные ресурсы Гагаузии представлены поверхностными и подземными водами, которые относятся к Дунайско-Прутскому и Черноморскому бассейновому округу. Общей характеристикой региона является ограниченный доступ к качественным ресурсам питьевой воды и воды для ирригации. Для всех водоносных горизонтов автономии характерна высокая минерализация (1,5 — 5 г/л), которая связана с наличием растворимых минералов гипса в воде.

### Поверхностные воды
Поверхностные воды в Гагаузии представлены водосборным бассейном трансграничной реки Ялпуг, которая протекает по территории автономии по направлению с севера на юг и впадающими в неё притоками: Карсэу, Сасэгёл, Лунга (с притоками Авдарма, Баурчи и Лунгуца), Ялпужель. К водным ресурсам Гагаузии также относятся построенные в русле реки Ялпуг два крупных водохранилища: Комратское с площадью водного зеркала 1,7 км² и Конгазское с площадью водного зеркала 4,9 км². Кроме этого, Чадыр-Лунгский район Гагаузии использует вместе с соседним Тараклийским районом ресурсы Тараклийского водохранилища, имеющего площадь водного зеркала 15,1 км². Все водохранилища интенсивно заиливаются и, на сегодняшний день, потеряли 45 — 60 % от своего исходного объёма.
Поверхностные воды автономии не могут использоваться для обеспечения жителей города питьевой водой по причине не соответствия санитарным нормам. Качество воды в реках Ялпуг и Лунга, Комратском, Конгазском и Тараклийском водохранилищах отнесено к V классу (очень загрязнённые).

### Подземные воды
Запасы разведанных подземных вод в Гагаузии составляют лишь около 2,2 % от общих запасов подземных вод страны. Запасы подземных вод Гагаузии оцениваются в 47300 м³/день, из них 31500 м³/день (66,6 %) — питьевая вода, а 15800 м³/день (33,4 %) — техническая. Подземные воды в регионе характеризуются превышением предельно допустимых концентраций соединений, таких как фтор, бор, железо, сероводород, аммоний, растворённый органический углерод и сульфаты. Подземные источники являются единственно возможным вариантом водоснабжения населения.
Грунтовые воды на территории автономии, питающие колодцы и родники, характеризуются высоким уровнем залегания. Их качество не соответствует требованиям санитарных норм для питьевой воды по содержанию сульфида водорода, аммиака, фтора, стронция, железа, нитратов, хлоридов, мышьяка и других загрязняющих веществ.

## Водоснабжение и водоотведение
Доступ к централизованным услугам водоснабжения в Гагаузии обеспечен 79 % населения, в том числе 83 % в городской местности и 76 % в сельской. Вода подаётся населению и промышленности при помощи артезианских скважин (из нижне-среднего и верхнесарматского горизонтов) и шахтных колодцев, с глубин от 10 до 50 м. Качество питьевой воды в автономии не соответствует минимальным нормативным требованиям.
Власти Гагаузии, в качестве системного решения проблемы качества воды в регионе, рассматривают возможность подачи в автономию воды из реки Прут, используя существующие водозаборы в городах Кагул, Леова и Кантемир.
Охват населения Гагаузии услугами канализации составляет 17 %, что ниже среднего показателя по всему государству в 2,3 раза (40 %). Общей проблемой являются отсутствующие или нефункционирующие очистные сооружения.

## Население
Согласно проведённым в период с 1822 по 1828 год статистическим описанием вошедших в Российскую Империю земель Бессарабии, по состоянию на 1827 год в 56 колониях было освоено 4994 хозяйства, в которых проживало 29932 жителя в составе 6042 семей.
На территории современной Гагаузии преобладает сельское население, что составляет 62,6 % от общего количества всех жителей автономии. Регион подвержен депопуляции — за последние 10 лет численность постоянного населения уменьшилась, в среднем на 0,25 % в год, за счёт естественной убыли и миграционного оттока. Более 20 % населения в регионе постоянно или периодически проживает за границей.
Численность населения автономии по данным переписи 2004 года составила 155 646 чел.
| Народ     | Численность | 100 %  |
| --------- | ----------- | ------ |
| Гагаузы   | 127 835     | 82,1 % |
| Болгары   | 8013        | 5,1 %  |
| Молдаване | 7481        | 4,8 %  |
| Русские   | 5941        | 3,8 %  |
| Украинцы  | 4919        | 3,2 %  |
| Другие    | 1457        | 1 %    |

Численность населения автономии по данным переписи 2014 года составила 134 132 чел.:
| Народ     | Численность в тыс. жит. | доля   |
| --------- | ----------------------- | ------ |
| Гагаузы   | 112,4                   | 83,8 % |
| Болгары   | 6,6                     | 4,9 %  |
| Молдаване | 6,3                     | 4,7 %  |
| Русские   | 4,3                     | 3,2 %  |
| Украинцы  | 3,3                     | 2,5 %  |
| Другие    | 1,2                     | 0,9 %  |

## Языковая ситуация
В Гагаузии теоретически три официальных языка: гагаузский, румынский и русский, но фактически основной язык автономии — русский. Переписка с органами власти, предприятиями, организациями и учреждениями, расположенными за пределами Гагаузии, ведётся в основном на русском языке.
Национальные и языковые предпочтения жителей разных национальностей зачастую не совпадают и отличаются распространением дву- и трёхъязычия, варьирующихся в зависимости от многих факторов. Гагаузский язык — родной для большинства населения, но понятие «родной язык» очень нечёткое, так как оно ничего не говорит о фактическом знании человека конкретного языка.
Русский язык является лингва франка и первым языком для подавляющего большинства жителей автономии, особенно в городах. Обучение детей в автономии по-прежнему ведётся на русском языке (на 2014 год), хотя отношение к этому у центральных властей Молдовы неоднозначно.
Из 23 293 учеников, обучавшихся в 55 учебных заведениях автономии в 2008 году, 22 163 обучались на русском языке. На румынском языке — 707 учеников, на нескольких языках сразу (включая русский) — 423 ученика.
Делопроизводство на территории Гагаузии, в том числе в системе органов власти ведётся на русском языке.
На территории автономии превалируют русскоязычные СМИ. При этом количество литературы, изданной на гагаузском языке, также увеличивается. Языковая политика гагаузского телевидения предусматривает равную долю вещания на русском языке, наряду с двумя другими официальными языками автономии — гагаузским и румынским.

## Устройство автономии
Основы устройства Гагаузии определены в следующих нормативных актах: Конституция Республики Молдова, Закон об особом правовом статусе Гагаузии, Уложение Гагаузии.
Высшее должностное лицо — Башкан. Избирается сроком на 4 года. Является членом Правительства Республики Молдова.
Высший представительный орган — Народное Собрание Гагаузии (Халк Топлушу). Состоит из 35 депутатов, избираемых сроком на 4 года.
Высший орган исполнительной власти — Исполнительный комитет Гагаузии (Баканнык Комитети).
Судебной системы, отделённой от судебной системы Республики Молдова, нет. Судебная система для всей Республики Молдова, в том числе и для Гагаузии, состоит из судов, апелляционных палат (пять апелляционных палат — в Кишинёве, Бельцах, Кагуле, Комрате, Бендерах) и Высшей судебной палаты Республики Молдова.

## Административное устройство
В административном отношении Гагаузия разделена на три округа (dolay — долая) — Комратский, Чадыр-Лунгский и Вулканештский — в состав которых входит 32 населённых пункта:
- 2 муниципия — Комрат и Чадыр-Лунга
- 1 город — Вулканешты
- 27 сёл, из которых 7 входят в состав трёх коммун: Светлый, Етулия, Верхний Конгазчик.
- 2 населённых пункта со статусом железнодорожной станции (узла) — Вулканешты (входит в состав города Вулканешты) и Етулия (входит в состав коммуны Етулия)

Административный центр Гагаузии — муниципий Комрат.
Территориально АТО Гагаузия не является единой территорией и состоит из четырёх несвязанных частей:
- Комратский округ и основная территория Чадыр-Лунгского округа,
- село Копчак (Чадыр-Лунгский округ),
- основная территория Вулканештского округа,
- село Карбалия (Вулканештский округ).

## Экономика Гагаузии
В экономике Гагаузии традиционно доминирует агропромышленный сектор, на который приходится до 70 % ВРП региона. Этому способствует благоприятный климат и рельеф региона. Общая площадь сельскохозяйственных угодий достигает 150 тыс. га., из которых на собственно пашни приходится 100 тыс., на сады и виноградники — 26 тыс..
Структура населения по уровню занятости в экономике автономии представлена 29,2 % населения, занятого в сельском хозяйстве, 13,8 % — в промышленности, 16,8 % — в образовании и 6,6 % — в области здравоохранения.
Доля работоспособного населения Гагаузии составляет 67,0 %, дети до 15 лет — 18,0 %, население пожилого возраста — 15,0 %. Уровень занятости населения в экономике составляет 16,1 %, где на 1 занятого приходится 3,6 неработающих лиц.
В условиях рыночных отношений и внедрения современных технологий доля сельского хозяйства на рынке труда сокращается. Вместе с этим, происходит рост доли сектора услуг и некоторых видов промышленности лёгкой и пищевой, которые опираются на сельскохозяйственное сырьё региона. 85 % промышленности приходится именно на перерабатывающий сектор.
В промышленности доминирует производство вин и других алкогольных напитков, обеспечивающих свыше 40 % ВРП региона. Из технических культур преобладают подсолнечник и табак (с долей 18 % от общемолдавской). Гагаузия собирает почти 10 % винограда Молдовы несмотря на то что автономия занимает менее 5 % её площади. Наиболее перспективно расширение площадей отведённых под зерновые, виноград, сады и овощи.
Основным рынком сбыта гагаузского экспорта была и остаётся Россия, которая предоставила гагаузским производителям преференции для продолжения доступа к своему рынку после введения ограничений для продукции с остальной территории Республики Молдова, в связи с подписанием властями последней договора о Евроассоциации. При этом происхождение экспортируемых в РФ товаров должно быть строго гагаузским: при любых попытках реэкспорта в Россию вина из сопредельных территорий Республики Молдова, экономическим партнёрам Гагаузии грозят ограничения. Учитывая особый статус Гагаузии в составе Республики Молдова, важную роль в экономике автономии играет госсектор. Частный финансовый сектор в основном представлен сетью банковских учреждений.

## Символика

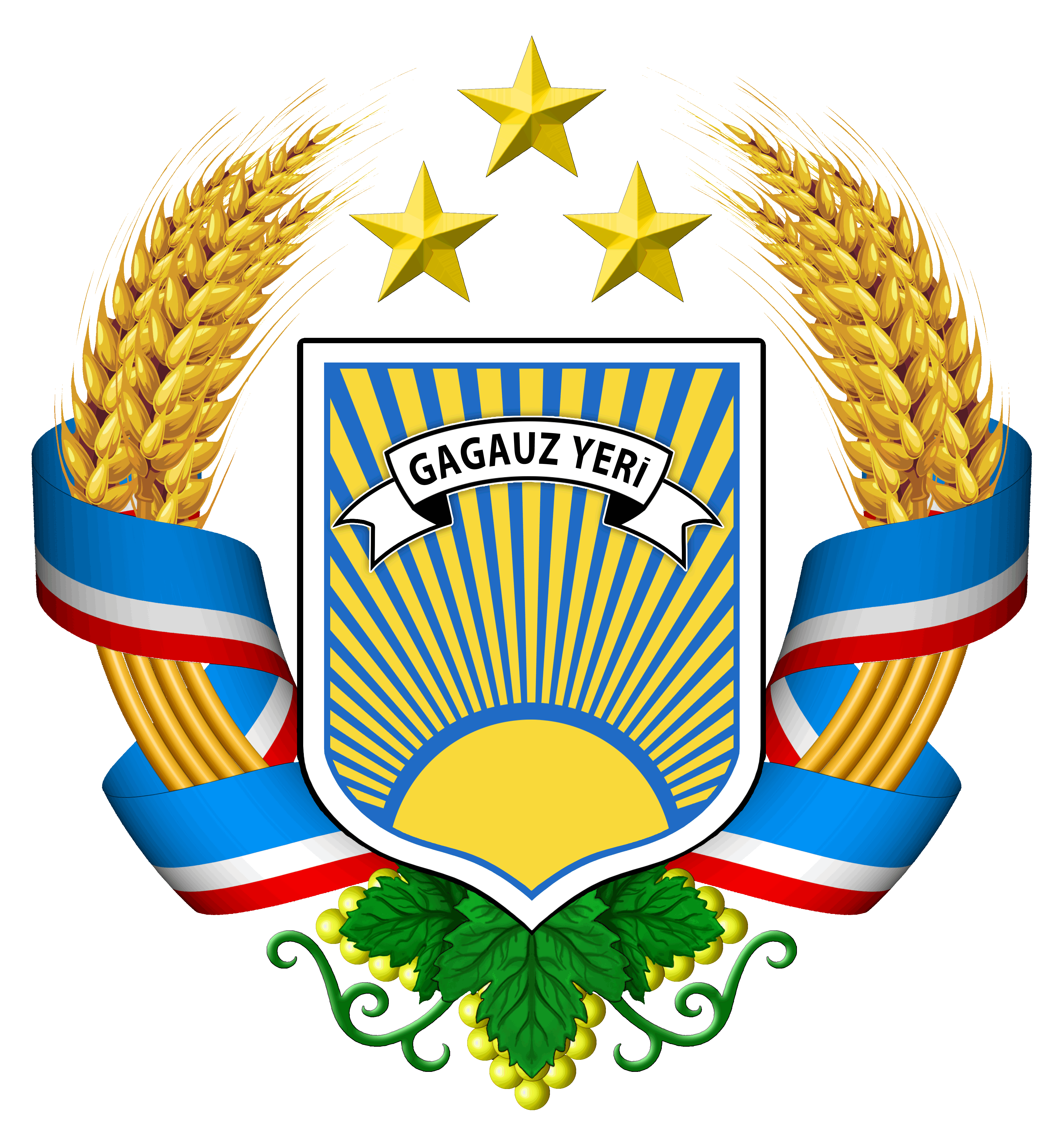
Герб Гагаузии

У Гагаузии есть собственная символика — флаг, герб (приняты 31 октября 1995 года) и гимн.

## СМИ
Гагаузским общественным телерадиовещателем является Телерадио Гагаузии (гаг. Gagauziya Radio Televizionu — GRT), ведущее свои программы на трёх языках: гагаузском, русском и румынском. Помимо GRT вещают и другие телеканалы, например ATV, Eni Ay, Ачык ТВ (Acik TV), NTS.
В регионе работают новостные порталы:
- на гагаузском языке: anasozu.com, gagauz.in, meydangazetasi.com и другие.
- на русском языке: gagauzinfo.md, gagauzia.md, gagauz.md, edingagauz.md, gagauzlar.md, halktoplushu.md, gagauzdunnesi.md, gagauznews.md, gagauz-teatr.com, laf.md, birlik.md и другие.

С 1998 года выходит в свет первая газета на гагаузском языке «Ana Sözü» (1988—1994, 1999 — наст. время). Редакцию газеты бессменно возглавляет Фёдор Занет.
В настоящее время также выпускается на гагаузском языке газета «Hakikatın sesi» и журнал «Sabaa yıldızı» (1996 — наст. время), «Gagauz dili hem literaturası» (2009 — наст. время).
Ранее также издавалась газета «Meydan», но в настоящее время (2023 год) она уже не существует.

## Наука
Работает Научно-исследовательский центр Гагаузии им. М. В. Маруневич.